# Частная жизнь Памелы Манн
«Ча́стная жизнь Па́мелы Манн» (англ. The Private Afternoons of Pamela Mann) — американский хардкорный порнофильм 1974 года режиссёра Рэдли Мецгера с Барбарой Бурбон в главной роли (в титрах как англ. Henry Paris), считающийся классикой порношика. Фильм стал шагом вперёд в развитии жанра, так как имел сюжет и хорошую актёрскую игру. Фильм можно рассматривать как размышление о вуайеризме благодаря тропу Манн, за которой шпионит частный сыщик, нанятый её мужем, и производству самой порнографии, как сыскное видео её сексуальных контактов.
Звезда порнофильмов Уильям Маргольд, впоследствии ставший директором коалиции За свободу слова, написал, что «Частная жизнь Памелы Манн» «сигнализирует о конце безцельных, одноразовых фильмов для мастурбации, которые входят в одно отверстие и выходят из другого». Снятый в Манхэттене, фильм был выпущен в Нью-Йорке 26 декабря 1974 года и был распространён по всей стране в 1975 году. Фильм был включён в Зал славы XRCO.

## Сюжет
Памела Манн (Бурбон) — психотерапевт, состоящая в браке, живущая и работающая в Манхэттене. Она вступает в несколько сексуальных контактов, которые снимает частный детектив, нанятый её мужем. Манн занимается сексом с одной из своих пациенток, проституткой, а также похищается парой радикалов. В то время как мужчина-радикал орально насилует Манн, женщина читает текст решения Верховного Суда по порнографии. Она также делает минет мужчине, которого встречает на скамейке в парке. В кульминационный момент фильма выясняется, что Манн смотрит фильмы детектива в постели с мужем. Они устроили встречи и слежку для собственного удовольствия. Затем они занимаются сексом.

## В ролях
- Барбара Бурбон — Памела Манн
- Сонни Лэндэм — политический кандидат
- Дэрби Ллойд Рэйнс — насильница
- Марк Стивенс — первый мужчина с Памелой
- Эрик Эдвардс — Фрэнк
- Кевин Андре — первый клиент Фрэнка
- Дэй Джейсон (в титрах: Наоми Джейсон) — администратор
- Алан Марлоу — муж Памелы
- Джеми Гиллис (в титрах: Jamey Gills) — насильник
- Doris Toumarkine (в титрах: Lola LaGarce) — Poll Taker
- Леви Ричардс (в титрах: Джон Эштон) — Хирам Вуд
- Джорджина Спелвин — проститутка

## Награды
Фильм включён в Зал славы XRCO.

## Описание
Фильм вышел в период «золотого века порно» (начавшегося с выходом в 1969 году «Грустного кино» Энди Уорхола) в США, во время «порношика», когда эротические фильмы для взрослых только начинали выходить повсеместно, публично обсуждались знаменитостями (такими как Джонни Карсон и Боб Хоуп) и всерьёз воспринимались кинокритиками (такими как Роджер Эберт).

## Ремастеринг
В 2011 году DistribPix выпустила полный ремастеринг фильма при полном сотрудничестве режиссёра. Прошёл лимитированный показ в кинотеатрах, но главным итогом проекта стала первая в истории официальная ремастеринг-DVD-версия. Ранее был выпущен список музыкальных композиций из саундтрека к фильму.